# Anna von Harnier
Anna von Harnier (Stuttgart, 27 de enero de 1981) es una deportista alemana que compitió en judo. Ganó una medalla de bronce en el Campeonato Mundial de Judo de 2003 y una medalla de bronce en el Campeonato Europeo de Judo de 2007.

## Palmarés internacional
| Campeonato Mundial | Campeonato Mundial | Campeonato Mundial | Campeonato Mundial |
| Año                | Lugar              | Medalla            | Categoría          |
| ------------------ | ------------------ | ------------------ | ------------------ |
| 2003               | Osaka (Japón)      | Medalla de bronce  | –63 kg             |
| Campeonato Europeo |                    |                    |                    |
| Año                | Lugar              | Medalla            | Categoría          |
| 2007               | Belgrado (Serbia)  | Medalla de bronce  | –63 kg             |